# بوریهولم
بوریهولم (به سوئدی: Borgholm) یک منطقهٔ مسکونی در سوئد است که در Borgholm Municipality واقع شده‌است. بوریهولم ۲٫۵۶ کیلومترمربع مساحت و ۳٬۰۷۱ نفر جمعیت دارد و ۵ متر بالاتر از سطح دریا واقع شده.

## نگارخانه

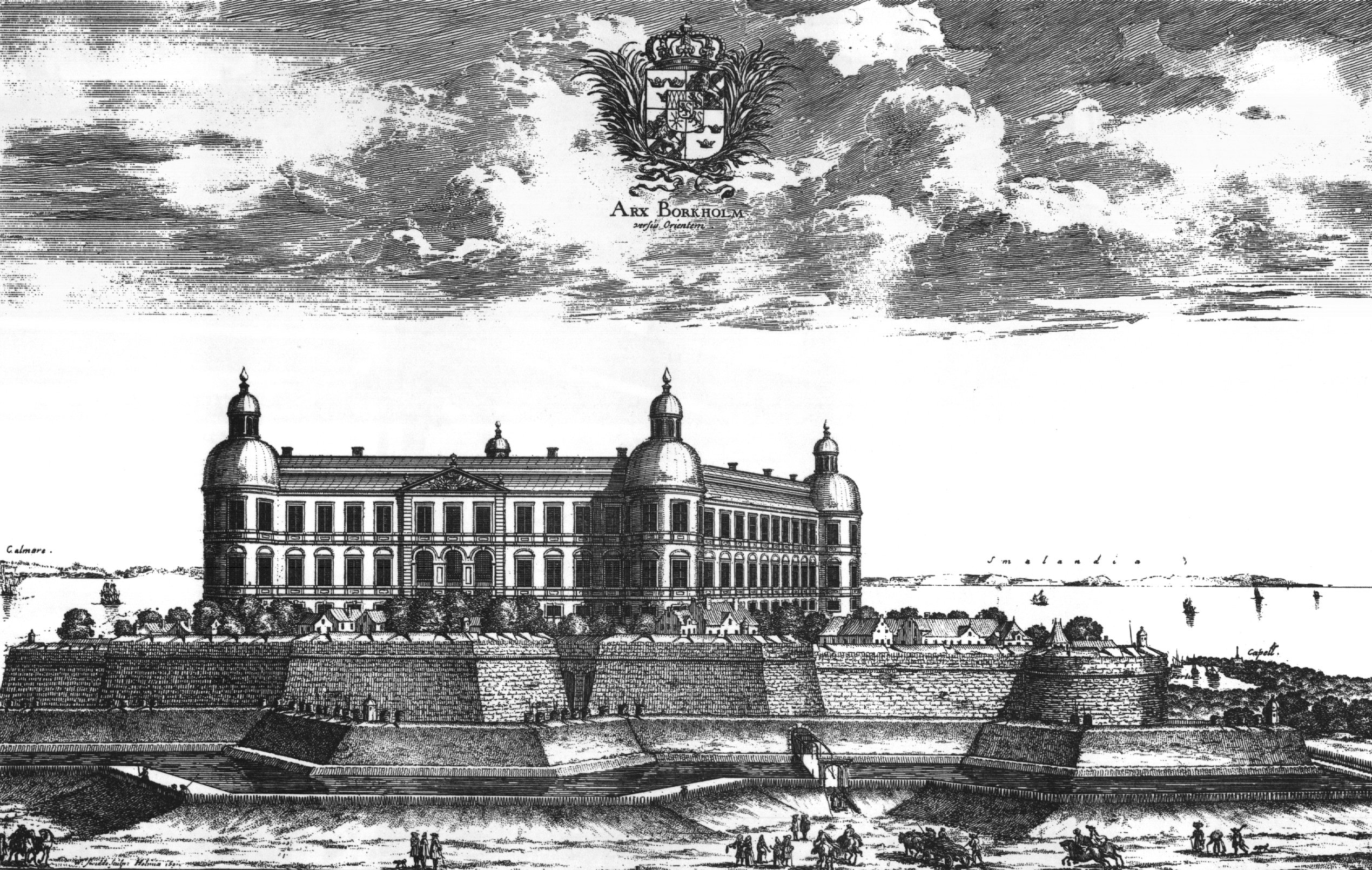
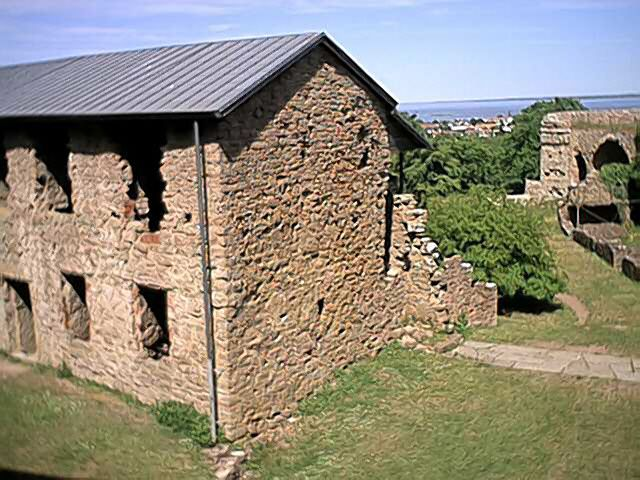
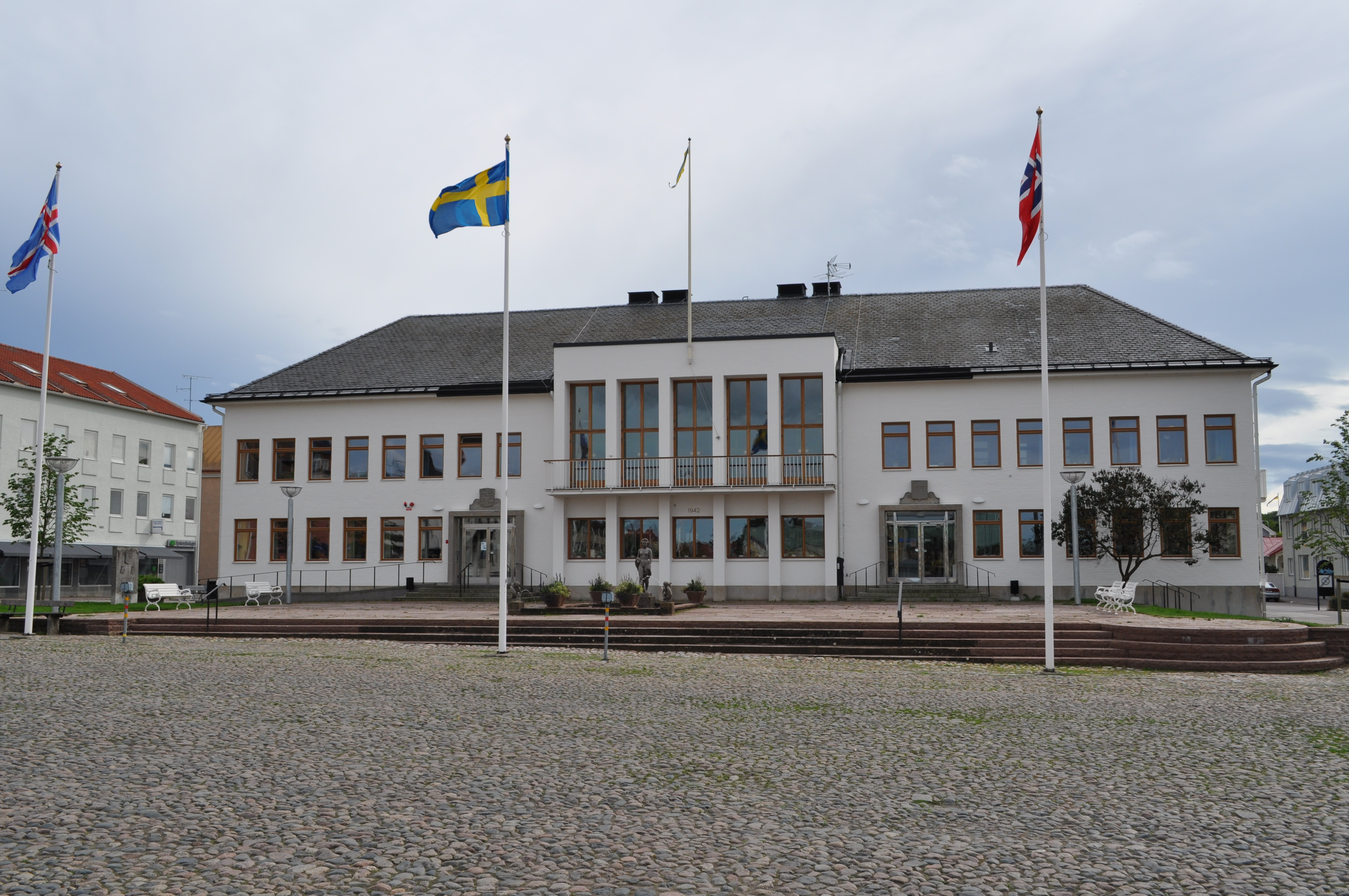